# ヴィエンヌ川
ヴィエンヌ川 （ヴィエンヌがわ、Vienne） は、フランス南西部を流れる川であり、ロワール川の支流である。多くの水力発電用のダムが敷設されている。
オート＝ヴィエンヌ県とヴィエンヌ県の名前の由来になっている。
水源はペイルルヴァード近郊のミユヴァシュ高地。リモージュなどを流れ、カンド＝サン＝マルタンでロワール川に合流する。

## 流域の自治体
- コレーズ県
- クルーズ県
- オート＝ヴィエンヌ県
- シャラント県
- ヴィエンヌ県
- アンドル＝エ＝ロワール県